# Madonna col Bambino (Artemisia Gentileschi)
La Madonna col Bambino è un dipinto a olio su tela (116,5x86,5 cm) realizzato nel 1610-11 dalla pittrice italiana Artemisia Gentileschi. È conservato nella Galleria Spada di Roma.

## Descrizione e stile
La tela è conservata nella Galleria Spada assieme ad un'altra opera del periodo giovanile di Artemisia Gentileschi, la Santa Cecilia in veste di Suonatrice di Liuto.
Il soggetto devozionale della Madonna col Bambino è interpretato nel quadro attraverso la sottolineatura dell'intimo colloquio, fatto di sguardi e di tenere emozioni, tra la madre ed il bambino. La Madonna è colta nel momento in cui la poppata ha avuto termine, un istante prima che il seno sia riposto nel veste, mentre il Bambino le rivolge uno sguardo amorevole ed accenna ad una carezza al viso.
Artemisia mostra in questa tela di aver appreso la lezione del padre Orazio nell'uso della luce intensa che fa emergere le due figure dall'ombra, in quello dei caldi colori e degli ampi drappeggi della veste; ma la tenerezza del colloquio madre-bambino rivela una poetica tutta femminile. Una tale poetica, assieme alla cura con cui sono dipinti i due volti (da notare il particolare dei bei capelli biondi del Bambino, che reggono il confronto con il migliore Orazio), fanno perdonare alla giovane artista le incertezze mostrate nell'esecuzione del disegno, con la postura un po' goffa della Madonna, il braccio sinistro in posizione incongrua e le dita della mano alquanto tozze.